# Steve Nash
Steve John Nash (Johannesburg, 1974. február 7. –) kanadai kosárlabdaedző és visszavonult kosárlabdázó, aki legutóbb a Brooklyn Nets edzője volt.

## Életútja
Steve Nash (teljes nevén: Stephen John Nash)  Johannesburgban született angol apa és walesi anya gyermekeként. Ebben az időben apja itt volt válogatott labdarúgó. Több sportágat kipróbált: 9 éves koráig futballozott, ezután kezdett el kosárlabdázni.
A család többször költözött, végül Nash szülei Victoriában telepedtek le.
A Santa Clara egyetem csapatába a csapat akkori edzője, Dick Davey hívta meg. Nash 4 évet töltött a Broncosnál (ahol sztár irányító lett), ez idő alatt kétszer választották a nyugati főcsoport legjobb játékosává (West Coast Conference Player of the Year). Ezenkívül beállította a Broncos jelenlegi gólpassz rekordját.
1996. június 26-án 15.-ként draftolták a Phoenix Suns csapatába.
1998-ban átkerült a Dallas Maverickshez, ahol az ott töltött harmadik szezonjáig (2001-ig) a liga egyik legjobb irányítójává vált. Még ebben az évben beválasztották a Nyugati All-Star csapatba, sőt a Dallast (Dirk Nowitzkivel és Michael Finley-vel együtt) a nyugati főcsoport döntőéig vezette. A 2003-2004-es szezonban lejárt a Dallasszal kötött szerződés, és Nash visszatért a Suns csapatába.
2000-ben a kanadai válogatott tagjaként részt vett a nyári olimpián.
A 2004-2005-ös szezonban megkapta az NBA legrangosabb elismerését, az MVP-t (Most Valuable Player).
Eddigre már Nash vezetése alatt a Phoenix nagyon megerősödött, megdöntötték a Phoenix addigi győzelem/vereség arányát (62-20).
Az ESPN 2006-ban minden idők 9. legjobb PG játékosává választotta. Ő volt a második irányító (Magic Johnson után), aki megkapta az MVP-t.
A pályán kívül Nash jelentős jótékonysági tevékenységet végez, főként a 2001-ben általa alapított Steve Nash Alapítvány keretein belül. A Time magazin 2006-ban a világ 100 legbefolyásosabb embere közé választotta.
2012. július 4-én a Lakershez szerződött 3 évre 27 millió dollárért. A csere hivatalosan július 11-én jött létre.
2015-ben vonult vissza.